# Boston Celtics 2021-2022
La stagione 2021-2022 dei Boston Celtics è la 76ª stagione della franchigia nella NBA.

## Sintesi stagione
Dopo l'uscita al primo turno dei playoff della stagione precedente contro i Brooklyn Nets, Danny Ainge si è ritirato a vita privata e ha lasciato il suo ruolo da general manager a Brad Stevens. Quest'ultimo, il 28 giugno 2021, ha lasciato la sua carica di head-coach a Ime Udoka.
La stagione dei Celtics ha preso avvio con un record negativo di 18-21. Ma da gennaio 2022 il loro record stagionale è migliorato, arrivando a 51 vittorie e 31 sconfitte alla fine della stagione regolare, ottenendo in tal modo il seed n. 2 nel tabellone dei playoff della Eastern Conference. Dopo il mancato raggiungimento dei playoff da parte dei Portland Trail Blazers per la prima volta dalla stagione 2013, i Boston Celtics attualmente detengono la miglior striscia positiva di qualificazioni alle fasi finali del campionato NBA dal 2015. Inoltre, con la vittoria per 139-110 contro i Memphis Grizzlies del 10 aprile 2022, i Celtics sono riusciti ad ottenere il titolo della Atlantic Division per la prima volta dalla stagione 2017.
Al primo turno dei playoff, i Celtics hanno battuto 4-0 i Brooklyn Nets, riuscendo così a mantenere a zero vittorie una squadra avversaria in una serie di playoff per la 3ª volta in quattro stagioni. Al secondo turno hanno affrontato ai playoff per la 3ª volta in 5 stagioni i detentori del titolo in carica, i Milwaukee Bucks, battendoli in sette gare per 4-3. In gara-7 di questo secondo turno, i Celtics sono riusciti a segnare 22 triple, un record per quanto riguarda la storia della NBA in una gara-7 dei playoff. Battendo i Bucks, i Celtics si sono quindi qualificati per la finale di Eastern Conference, affrontando per la 4ª volta in 6 stagioni i Miami Heat, n. 1 nel seed della Eastern Conference. Nelle due ultime sfide tra queste due squadre, i Celtics avevano sempre perso (nel 2012 per 4-3, mentre nel 2020 per 4-2). Questa volta, però, i Celtics sono riusciti a battere gli Heat per 4-3 (con 3 vittorie ottenute fuori casa), riuscendo così ad accedere alle NBA Finals per la prima volta dalla stagione 2010. Alle Finals hanno affrontato i Golden State Warriors (sfidati per l'ultima volta nelle Finals del 1964, quando i Celtics avevano vinto 4-1), puntando ad ottenere il loro 18º titolo nella loro storia. Tuttavia, i Celtics sono usciti sconfitti dalle Finals con il punteggio di 4-2, nonostante fossero riusciti in un primo tempo ad andare in vantaggio sul punteggio di 2-1

## Draft
| Giro | Scelta | Giocatore      | Ruolo | Nazionalità        | Università/Squadra |
| ---- | ------ | -------------- | ----- | ------------------ | ------------------ |
| 2    | 45     | Juhann Begarin | G     | Francia (bandiera) | Paris              |

## Roster
| \| Pos. \| Num. \| Naz. \| Nome \| Altezza \| Peso \| Data nascita \| Provenienza \| \| ---- \| ---- \| ---- \| -------------------- \| ------- \| ------ \| ------------ \| -------------- \| \| AP \| 0 \| \| Tatum, Jayson \| 203 cm \| 95 kg \| 03-03-1998 \| Duke \| \| A \| 4 \| \| Morgan, Juwan \| 203 cm \| 105 kg \| 17-04-1997 \| Indiana \| \| G/AP \| 7 \| \| Brown, Jaylen \| 198 cm \| 100 kg \| 24-10-1996 \| UC Berkeley \| \| AG \| 8 \| \| Fitts, Malik \| 203 cm \| 104 kg \| 04-07-1997 \| Saint Mary's \| \| G \| 9 \| \| White, Derrick \| 193 cm \| 86 kg \| 02-07-1994 \| Colorado \| \| P \| 11 \| \| Pritchard, Payton \| 185 cm \| 88 kg \| 28-01-1998 \| Oregon \| \| AG \| 12 \| \| Williams, Grant \| 198 cm \| 107 kg \| 30-11-1998 \| Tennessee \| \| G \| 13 \| \| Stauskas, Nik \| 198 cm \| 93 kg \| 07-10-1993 \| Michigan \| \| AP \| 26 \| \| Nesmith, Aaron \| 196 cm \| 98 kg \| 16-10-1999 \| Vanderbilt \| \| A/C \| 27 \| \| Theis, Daniel \| 203 cm \| 111 kg \| 04-04-1992 \| Germania \| \| A \| 30 \| \| Hauser, Sam \| 203 cm \| 99 kg \| 08-12-1997 \| Virginia \| \| P/G \| 36 \| \| Smart, Marcus \| 191 cm \| 100 kg \| 06-03-1994 \| Oklahoma State \| \| A \| 37 \| \| Ryan, Matt (TW) \| 201 cm \| 98 kg \| 17-04-1997 \| Chattanooga \| \| C \| 40 \| \| Kornet, Luke \| 218 cm \| 113 kg \| 15-07-1995 \| Vanderbilt \| \| A/C \| 42 \| \| Horford, Al \| 206 cm \| 109 kg \| 03-06-1986 \| Florida \| \| C \| 44 \| \| Williams, Robert \| 208 cm \| 108 kg \| 14-10-1997 \| TexasA&M \| \| G \| 97 \| \| Thomas, Brodric (TW) \| 196 cm \| 84 kg \| 28-01-1997 \| Truman State \| | Allenatore - Ime Udoka Assistente/i - Will Hardy - Garrett Jackson - Joe Mazzulla - Aaron Miles - Damon Stoudamire - Ben Sullivan Legenda - (C) Capitano - (FA) Free agent - (S) Sospeso - (TW) Contratto Two-way - (GL) Assegnato a squadra G League affiliata - Infortunato Roster • Transazioni · Ultima transazione: 10 febbraio 2022 |                            |                      |         |        |              |                |
| Pos. | Num. | Naz.                       | Nome                 | Altezza | Peso   | Data nascita | Provenienza    |
| AP | 0 | Stati Uniti (bandiera)     | Tatum, Jayson        | 203 cm  | 95 kg  | 03-03-1998   | Duke           |
| A | 4 | Stati Uniti (bandiera)     | Morgan, Juwan        | 203 cm  | 105 kg | 17-04-1997   | Indiana        |
| G/AP | 7 | Stati Uniti (bandiera)     | Brown, Jaylen        | 198 cm  | 100 kg | 24-10-1996   | UC Berkeley    |
| AG | 8 | Stati Uniti (bandiera)     | Fitts, Malik         | 203 cm  | 104 kg | 04-07-1997   | Saint Mary's   |
| G | 9 | Stati Uniti (bandiera)     | White, Derrick       | 193 cm  | 86 kg  | 02-07-1994   | Colorado       |
| P | 11 | Stati Uniti (bandiera)     | Pritchard, Payton    | 185 cm  | 88 kg  | 28-01-1998   | Oregon         |
| AG | 12 | Stati Uniti (bandiera)     | Williams, Grant      | 198 cm  | 107 kg | 30-11-1998   | Tennessee      |
| G | 13 | Canada (bandiera)          | Stauskas, Nik        | 198 cm  | 93 kg  | 07-10-1993   | Michigan       |
| AP | 26 | Stati Uniti (bandiera)     | Nesmith, Aaron       | 196 cm  | 98 kg  | 16-10-1999   | Vanderbilt     |
| A/C | 27 | Germania (bandiera)        | Theis, Daniel        | 203 cm  | 111 kg | 04-04-1992   | Germania       |
| A | 30 | Stati Uniti (bandiera)     | Hauser, Sam          | 203 cm  | 99 kg  | 08-12-1997   | Virginia       |
| P/G | 36 | Stati Uniti (bandiera)     | Smart, Marcus        | 191 cm  | 100 kg | 06-03-1994   | Oklahoma State |
| A | 37 | Stati Uniti (bandiera)     | Ryan, Matt (TW)      | 201 cm  | 98 kg  | 17-04-1997   | Chattanooga    |
| C | 40 | Stati Uniti (bandiera)     | Kornet, Luke         | 218 cm  | 113 kg | 15-07-1995   | Vanderbilt     |
| A/C | 42 | Rep. Dominicana (bandiera) | Horford, Al          | 206 cm  | 109 kg | 03-06-1986   | Florida        |
| C | 44 | Stati Uniti (bandiera)     | Williams, Robert     | 208 cm  | 108 kg | 14-10-1997   | TexasA&M       |
| G | 97 | Stati Uniti (bandiera)     | Thomas, Brodric (TW) | 196 cm  | 84 kg  | 28-01-1997   | Truman State   |

## Uniformi
- Casa

| Association |

- Trasferta

| Icon |

- Alternativa

| Statement |

- Alternativa

| City |

- Alternativa

| Earned |

## Classifiche

### Atlantic Division
| Atlantic Division      | V  | S  | V%   | PR   | Casa  | Trasf | Div  | PG |
| ---------------------- | -- | -- | ---- | ---- | ----- | ----- | ---- | -- |
| y – Boston Celtics     | 51 | 31 | .622 | 2,0  | 28–13 | 23–18 | 9–7  | 82 |
| x – Philadelphia 76ers | 51 | 31 | .622 | 2,0  | 24–17 | 27–14 | 6–10 | 82 |
| x – Toronto Raptors    | 48 | 34 | .585 | 5,0  | 24–17 | 24–17 | 10–6 | 82 |
| x – Brooklyn Nets      | 44 | 38 | .537 | 9,0  | 20–21 | 24–17 | 10–6 | 82 |
| N.Y. Knicks            | 37 | 45 | .451 | 16,0 | 17–24 | 20–21 | 5–11 | 82 |

### Eastern Conference
| Eastern Conference | Eastern Conference       | Eastern Conference | Eastern Conference | Eastern Conference | Eastern Conference | Eastern Conference |
| #                  | Squadra                  | V                  | S                  | V%                 | PR                 | PG                 |
| ------------------ | ------------------------ | ------------------ | ------------------ | ------------------ | ------------------ | ------------------ |
| 1                  | c – Miami Heat *         | 53                 | 29                 | .646               | –                  | 82                 |
| 2                  | y – Boston Celtics *     | 51                 | 31                 | .622               | 2,0                | 82                 |
| 3                  | y – Milwaukee Bucks *    | 51                 | 31                 | .622               | 2,0                | 82                 |
| 4                  | x – Philadelphia 76ers   | 51                 | 31                 | .622               | 2,0                | 82                 |
| 5                  | x – Toronto Raptors      | 48                 | 34                 | .585               | 5,0                | 82                 |
| 6                  | x – Chicago Bulls        | 46                 | 36                 | .561               | 7,0                | 82                 |
|                    |                          |                    |                    |                    |                    |                    |
| 7                  | x – Brooklyn Nets        | 44                 | 38                 | .537               | 9,0                | 82                 |
| 8                  | pi – Cleveland Cavaliers | 44                 | 38                 | .537               | 9,0                | 82                 |
| 9                  | x – Atlanta Hawks        | 43                 | 39                 | .524               | 10,0               | 82                 |
| 10                 | pi – Charlotte Hornets   | 43                 | 39                 | .524               | 10,0               | 82                 |
|                    |                          |                    |                    |                    |                    |                    |
| 11                 | N.Y. Knicks              | 37                 | 45                 | .451               | 16,0               | 82                 |
| 12                 | Wash. Wizards            | 35                 | 47                 | .427               | 18,0               | 82                 |
| 13                 | Indiana Pacers           | 25                 | 57                 | .305               | 28,0               | 82                 |
| 14                 | Detroit Pistons          | 23                 | 59                 | .280               | 30,0               | 82                 |
| 15                 | Orlando Magic            | 22                 | 60                 | .268               | 31,0               | 82                 |

Note:
- z – Fattore campo per gli interi playoff
- c – Fattore campo per le finali di Conference
- y – Campione della division
- x – Qualificata ai playoff
- p – Qualificata ai play-in
- e – Eliminata dai playoff
- * – Leader della division

## Prestagione
| Prestagione 2021                                    | Prestagione 2021                                    | Prestagione 2021                                    | Prestagione 2021                                    | Prestagione 2021                                    | Prestagione 2021                                    | Prestagione 2021                                    | Prestagione 2021                                    | Prestagione 2021                                    |
| Record prestagione: 2-2 (Casa: 2-0; Trasferta: 0-2) | Record prestagione: 2-2 (Casa: 2-0; Trasferta: 0-2) | Record prestagione: 2-2 (Casa: 2-0; Trasferta: 0-2) | Record prestagione: 2-2 (Casa: 2-0; Trasferta: 0-2) | Record prestagione: 2-2 (Casa: 2-0; Trasferta: 0-2) | Record prestagione: 2-2 (Casa: 2-0; Trasferta: 0-2) | Record prestagione: 2-2 (Casa: 2-0; Trasferta: 0-2) | Record prestagione: 2-2 (Casa: 2-0; Trasferta: 0-2) | Record prestagione: 2-2 (Casa: 2-0; Trasferta: 0-2) |
| Partita                                             | Data                                                | Avversario                                          | Punteggio                                           | Più punti                                           | Più rimbalzi                                        | Più assist                                          | Stadio e spettatori                                 | Record                                              |
| --------------------------------------------------- | --------------------------------------------------- | --------------------------------------------------- | --------------------------------------------------- | --------------------------------------------------- | --------------------------------------------------- | --------------------------------------------------- | --------------------------------------------------- | --------------------------------------------------- |
| 1                                                   | 4.10.2021                                           | Orlando                                             | V 98-97                                             | Brown (25)                                          | Tatum (9)                                           | Pritchard (5)                                       | TD Garden (19.156)                                  | 1-0                                                 |
| 2                                                   | 9.10.2021                                           | Toronto                                             | V 113-111                                           | Tatum (20)                                          | Kanter (10)                                         | Smart, Tatum (9)                                    | TD Garden (19.156)                                  | 2-0                                                 |
| 3                                                   | 13.10.2021                                          | @ Orlando                                           | S 102-103                                           | Nesmith (23)                                        | R. Williams (7)                                     | Nesmith, Williams (4)                               | Amway Center (13.519)                               | 1-2                                                 |
| 4                                                   | 15.10.2021                                          | @ Miami                                             | S 100-121                                           | Tatum (23)                                          | Tatum (8)                                           | Schröder (6)                                        | FTX Arena (19.600)                                  | 2-2                                                 |

## Stagione regolare

### Ottobre 2021
| Stagione - Ottobre 2021                         | Stagione - Ottobre 2021                         | Stagione - Ottobre 2021                         | Stagione - Ottobre 2021                         | Stagione - Ottobre 2021                         | Stagione - Ottobre 2021                         | Stagione - Ottobre 2021                         | Stagione - Ottobre 2021                         | Stagione - Ottobre 2021                         |
| Record Ottobre: 2-4 (Casa: 0-2; Trasferta: 2-2) | Record Ottobre: 2-4 (Casa: 0-2; Trasferta: 2-2) | Record Ottobre: 2-4 (Casa: 0-2; Trasferta: 2-2) | Record Ottobre: 2-4 (Casa: 0-2; Trasferta: 2-2) | Record Ottobre: 2-4 (Casa: 0-2; Trasferta: 2-2) | Record Ottobre: 2-4 (Casa: 0-2; Trasferta: 2-2) | Record Ottobre: 2-4 (Casa: 0-2; Trasferta: 2-2) | Record Ottobre: 2-4 (Casa: 0-2; Trasferta: 2-2) | Record Ottobre: 2-4 (Casa: 0-2; Trasferta: 2-2) |
| Partita                                         | Data                                            | Avversario                                      | Punteggio                                       | Più punti                                       | Più rimbalzi                                    | Più assist                                      | Stadio (spettatori)                             | Record                                          |
| ----------------------------------------------- | ----------------------------------------------- | ----------------------------------------------- | ----------------------------------------------- | ----------------------------------------------- | ----------------------------------------------- | ----------------------------------------------- | ----------------------------------------------- | ----------------------------------------------- |
| 1                                               | 20.10.2021                                      | @ New York Knicks                               | S 134-138 (2OT)                                 | Brown (46)                                      | Tatum (11)                                      | Brown, Smart (6)                                | Madison Square Garden (19.812)                  | 0-1                                             |
| 2                                               | 23.10.2021                                      | Toronto Raptors                                 | S 115-83                                        | Tatum (18)                                      | Horford (11)                                    | Smart (5)                                       | TD Garden (19.156)                              | 0-2                                             |
| 3                                               | 24.10.2021                                      | @ Houston Rockets                               | V 107-97                                        | Tatum (31)                                      | Horford (10)                                    | Schröder, Smart (5)                             | Toyota Center (16.069)                          | 1-2                                             |
| 4                                               | 25.10.2021                                      | @ Charlotte Hornets                             | V 140-129 (OT)                                  | Tatum (41)                                      | R. Williams (16)                                | Schröder, Tatum (8)                             | Spectrum Center (17.238)                        | 2-2                                             |
| 5                                               | 27.10.2021                                      | Washington Wizards                              | S 107-116                                       | Tatum (28)                                      | Horford, R. Williams (11)                       | Schröder (6)                                    | TD Garden ()                                    | 2-3                                             |
| 6                                               | 30.10.2021                                      | @ Washington Wizards                            | S 112-115 (2OT)                                 | Brown (34)                                      | Tatum (15)                                      | Schröder (9)                                    | Capital One Arena (15.813)                      | 2-4                                             |

### Novembre 2021
| Stagione - Novembre 2021                         | Stagione - Novembre 2021                         | Stagione - Novembre 2021                         | Stagione - Novembre 2021                         | Stagione - Novembre 2021                         | Stagione - Novembre 2021                         | Stagione - Novembre 2021                         | Stagione - Novembre 2021                         | Stagione - Novembre 2021                         |
| Record Novembre: 9-6 (Casa: 5-2; Trasferta: 4-4) | Record Novembre: 9-6 (Casa: 5-2; Trasferta: 4-4) | Record Novembre: 9-6 (Casa: 5-2; Trasferta: 4-4) | Record Novembre: 9-6 (Casa: 5-2; Trasferta: 4-4) | Record Novembre: 9-6 (Casa: 5-2; Trasferta: 4-4) | Record Novembre: 9-6 (Casa: 5-2; Trasferta: 4-4) | Record Novembre: 9-6 (Casa: 5-2; Trasferta: 4-4) | Record Novembre: 9-6 (Casa: 5-2; Trasferta: 4-4) | Record Novembre: 9-6 (Casa: 5-2; Trasferta: 4-4) |
| Partita                                          | Data                                             | Avversario                                       | Punteggio                                        | Più punti                                        | Più rimbalzi                                     | Più assist                                       | Stadio (spettatori)                              | Record                                           |
| ------------------------------------------------ | ------------------------------------------------ | ------------------------------------------------ | ------------------------------------------------ | ------------------------------------------------ | ------------------------------------------------ | ------------------------------------------------ | ------------------------------------------------ | ------------------------------------------------ |
| 7                                                | 1.11.2021                                        | Chicago Bulls                                    | S 114-128                                        | Brown (28)                                       | Horford (10)                                     | Schröder (5)                                     | TD Garden (19.156)                               | 2-5                                              |
| 8                                                | 3.11.2021                                        | @ Orlando Magic                                  | V 92-79                                          | Brown (28)                                       | Horford (12)                                     | Horford (7)                                      | Amway Center (12.735)                            | 3-5                                              |
| 9                                                | 4.11.2021                                        | @ Miami Heat                                     | V 95-78                                          | Brown (17)                                       | R. Williams (10)                                 | Schröder (6)                                     | FTX Arena (19.600)                               | 4-5                                              |
| 10                                               | 6.11.2021                                        | @ Dallas Mavericks                               | S 104-107                                        | Tatum (32)                                       | Tatum (11)                                       | Schröder, Smart (6)                              | American Airlines Center (20.052)                | 4-6                                              |
| 11                                               | 10.11.2021                                       | Toronto Raptors                                  | V 104-88                                         | Tatum (22)                                       | R. Williams (13)                                 | Tatum (7)                                        | TD Garden (19.156)                               | 5-6                                              |
| 12                                               | 12.11.2021                                       | Milwaukee Bucks                                  | V 122-113                                        | Schröder (38)                                    | R. Williams (10)                                 | Smart (6)                                        | TD Garden (19.156)                               | 6-6                                              |
| 13                                               | 13.11.2021                                       | @ Cleveland Cavaliers                            | S 89-91                                          | Schröder (28)                                    | R. Williams (16)                                 | Smart (8)                                        | Rocket Mortgage FieldHouse (19.432)              | 6-7                                              |
| 14                                               | 15.11.2021                                       | @ Cleveland Cavaliers                            | V 98-92                                          | Tatum (23)                                       | Horford (9)                                      | Smart, Tatum (5)                                 | Rocket Mortgage FieldHouse (17.186)              | 7-7                                              |
| 15                                               | 17.11.2021                                       | @ Atlanta Hawks                                  | S 99-110                                         | Tatum (34)                                       | Tatum (9)                                        | Smart (11)                                       | State Farm Arena (16.445)                        | 7-8                                              |
| 16                                               | 19.11.2021                                       | Los Angeles Lakers                               | V 130-108                                        | Tatum (37)                                       | Tatum (11)                                       | Schröder, Smart (6)                              | TD Garden (19.156)                               | 8-8                                              |
| 17                                               | 20.11.2021                                       | Oklahoma City Thunder                            | V 111-105                                        | Tatum (33)                                       | Horford (11)                                     | Smart (8)                                        | TD Garden (19.156)                               | 9-8                                              |
| 18                                               | 22.11.2021                                       | Houston Rockets                                  | V 108-90                                         | Tatum (30)                                       | R. Williams (15)                                 | Smart (5)                                        | TD Garden (19.156)                               | 10-8                                             |
| 19                                               | 24.11.2021                                       | Brooklyn Nets                                    | S 104-123                                        | Smart (20)                                       | Tatum (8)                                        | Smart (8)                                        | TD Garden (19.156)                               | 10-9                                             |
| 20                                               | 26.11.2021                                       | @ San Antonio Spurs                              | S 88-96                                          | Tatum (24)                                       | Tatum (12)                                       | Smart (8)                                        | AT&T Center (15.360)                             | 10-10                                            |
| 21                                               | 28.11.2021                                       | @ Toronto Raptors                                | V 109-97                                         | Smart (21)                                       | Horford (11)                                     | Tatum (10)                                       | Scotiabank Arena (19.800)                        | 11-10                                            |

### Dicembre 2021
| Stagione - Dicembre 2021                         | Stagione - Dicembre 2021                         | Stagione - Dicembre 2021                         | Stagione - Dicembre 2021                         | Stagione - Dicembre 2021                         | Stagione - Dicembre 2021                         | Stagione - Dicembre 2021                         | Stagione - Dicembre 2021                         | Stagione - Dicembre 2021                         |
| Record Dicembre: 6-9 (Casa: 5-3; Trasferta: 1-6) | Record Dicembre: 6-9 (Casa: 5-3; Trasferta: 1-6) | Record Dicembre: 6-9 (Casa: 5-3; Trasferta: 1-6) | Record Dicembre: 6-9 (Casa: 5-3; Trasferta: 1-6) | Record Dicembre: 6-9 (Casa: 5-3; Trasferta: 1-6) | Record Dicembre: 6-9 (Casa: 5-3; Trasferta: 1-6) | Record Dicembre: 6-9 (Casa: 5-3; Trasferta: 1-6) | Record Dicembre: 6-9 (Casa: 5-3; Trasferta: 1-6) | Record Dicembre: 6-9 (Casa: 5-3; Trasferta: 1-6) |
| Partita                                          | Data                                             | Avversario                                       | Punteggio                                        | Più punti                                        | Più rimbalzi                                     | Più assist                                       | Stadio (spettatori)                              | Record                                           |
| ------------------------------------------------ | ------------------------------------------------ | ------------------------------------------------ | ------------------------------------------------ | ------------------------------------------------ | ------------------------------------------------ | ------------------------------------------------ | ------------------------------------------------ | ------------------------------------------------ |
| 22                                               | 1.12.2021                                        | Philadelphia 76ers                               | V 88-87                                          | Tatum (26)                                       | Tatum (16)                                       | Smart (8)                                        | TD Garden (19.156)                               | 12-10                                            |
| 23                                               | 3.12.2021                                        | @ Utah Jazz                                      | S 130-137                                        | Tatum (37)                                       | Horford, Tatum (6)                               | Horford (9)                                      | Vivint Arena (18.306)                            | 12-11                                            |
| 24                                               | 4.12.2021                                        | @ Portland Trail Blazers                         | V 145-117                                        | Schröder, Tatum (31)                             | Kanter (15)                                      | Schröder (8)                                     | Moda Center (18.193)                             | 13-11                                            |
| 25                                               | 7.12.2021                                        | @ Los Angeles Lakers                             | S 102-117                                        | Tatum (34)                                       | Horford, Tatum (8)                               | Smart (6)                                        | STAPLES Center (18.997)                          | 13-12                                            |
| 26                                               | 8.12.2021                                        | @ Los Angeles Clippers                           | S 111-114                                        | Tatum (29)                                       | Tatum (10)                                       | Schröder (8)                                     | STAPLES Center (17.064)                          | 13-13                                            |
| 27                                               | 10.12.2021                                       | @ Phoenix Suns                                   | S 90-111                                         | Tatum (24)                                       | Langford, Tatum (7)                              | 4 giocatori (4)                                  | Footprint Center (17.071)                        | 13-14                                            |
| 28                                               | 13.12.2021                                       | Milwaukee Bucks                                  | V 117-103                                        | Tatum (42)                                       | G. Williams, R. Williams (7)                     | Smart (11)                                       | TD Garden (19.156)                               | 14-14                                            |
| 29                                               | 17.12.2021                                       | Golden State Warriors                            | S 107-111                                        | Tatum (27)                                       | R. Williams (11)                                 | Smart (8)                                        | TD Garden (19.156)                               | 14-15                                            |
| 30                                               | 18.12.2021                                       | New York Knicks                                  | V 114-107                                        | Richardson (27)                                  | Tatum (9)                                        | Brown, Smart (5)                                 | TD Garden (19.156)                               | 15-15                                            |
| 31                                               | 20.12.2021                                       | Philadelphia 76ers                               | S 103-108                                        | Brown (30)                                       | Freedom (11)                                     | Tatum (6)                                        | TD Garden (19.156)                               | 15-16                                            |
| 32                                               | 22.12.2021                                       | Cleveland Cavaliers                              | V 111-101                                        | Brown (34)                                       | R. Williams (11)                                 | R. Williams (11)                                 | TD Garden (19.156)                               | 16-16                                            |
| 33                                               | 25.12.2021                                       | @ Milwaukee Bucks                                | S 113-117                                        | Brown, Tatum (25)                                | R. Williams (14)                                 | Smart (7)                                        | Fiserv Forum (17.341)                            | 16-17                                            |
| 34                                               | 27.12.2021                                       | @ Minnesota Timberwolves                         | S 103-108                                        | Brown (26)                                       | R. Williams (11)                                 | Horford, Pritchard (6)                           | Target Center (15.962)                           | 16-18                                            |
| 35                                               | 29.12.2021                                       | Los Angeles Clippers                             | S 81-92                                          | Brown (30)                                       | R. Williams (14)                                 | Horford (8)                                      | TD Garden (19.156)                               | 16-19                                            |
| 36                                               | 31.12.2021                                       | Phoenix Suns                                     | V 123-108                                        | Brown, Smart (24)                                | Brown, R. Williams (11)                          | Williams (10)                                    | TD Garden (19.156)                               | 17-19                                            |

### Gennaio 2022
| Stagione - Gennaio 2022                          | Stagione - Gennaio 2022                          | Stagione - Gennaio 2022                          | Stagione - Gennaio 2022                          | Stagione - Gennaio 2022                          | Stagione - Gennaio 2022                          | Stagione - Gennaio 2022                          | Stagione - Gennaio 2022                          | Stagione - Gennaio 2022                          |
| Record Gennaio: 10-6 (Casa: 7-3; Trasferta: 3-3) | Record Gennaio: 10-6 (Casa: 7-3; Trasferta: 3-3) | Record Gennaio: 10-6 (Casa: 7-3; Trasferta: 3-3) | Record Gennaio: 10-6 (Casa: 7-3; Trasferta: 3-3) | Record Gennaio: 10-6 (Casa: 7-3; Trasferta: 3-3) | Record Gennaio: 10-6 (Casa: 7-3; Trasferta: 3-3) | Record Gennaio: 10-6 (Casa: 7-3; Trasferta: 3-3) | Record Gennaio: 10-6 (Casa: 7-3; Trasferta: 3-3) | Record Gennaio: 10-6 (Casa: 7-3; Trasferta: 3-3) |
| Partita                                          | Data                                             | Avversario                                       | Punteggio                                        | Più punti                                        | Più rimbalzi                                     | Più assist                                       | Stadio (spettatori)                              | Record                                           |
| ------------------------------------------------ | ------------------------------------------------ | ------------------------------------------------ | ------------------------------------------------ | ------------------------------------------------ | ------------------------------------------------ | ------------------------------------------------ | ------------------------------------------------ | ------------------------------------------------ |
| 37                                               | 2.01.2022                                        | Orlando Magic                                    | V 116-111 (OT)                                   | Brown (50)                                       | Brown (11)                                       | Schröder, Smart (7)                              | TD Garden (19.156)                               | 18-19                                            |
| 38                                               | 5.01.2022                                        | San Antonio Spurs                                | S 97-99                                          | Brown (30)                                       | R. Williams (9)                                  | Smart (6)                                        | TD Garden (19.156)                               | 18-20                                            |
| 39                                               | 6.01.2022                                        | @ New York Knicks                                | S 105-108                                        | Tatum (36)                                       | R. Williams (9)                                  | Tatum (9)                                        | Madison Square Garden (17.529)                   | 18-21                                            |
| 40                                               | 8.01.2022                                        | New York Knicks                                  | V 99-75                                          | Brown (22)                                       | Brown (11)                                       | Brown (11)                                       | TD Garden (19.156)                               | 19-21                                            |
| 41                                               | 10.01.2022                                       | Indiana Pacers                                   | V 101-98                                         | Brown (26)                                       | Brown (15)                                       | Brown (6)                                        | TD Garden (19.156)                               | 20-21                                            |
| 42                                               | 12.01.2022                                       | @ Indiana Pacers                                 | V 119-100                                        | Brown (34)                                       | R. Williams (9)                                  | tre giocatori (4)                                | Gainbridge Fieldhouse (13.560)                   | 21-21                                            |
| 43                                               | 14.01.2022                                       | @ Philadelphia 76ers                             | S 99-111                                         | Brown (21)                                       | R. Williams (14)                                 | Tatum (5)                                        | Wells Fargo Center (20.444)                      | 21-22                                            |
| 44                                               | 15.01.2022                                       | Chicago Bulls                                    | V 114-112                                        | Tatum (23)                                       | R. Williams (13)                                 | Schröder (8)                                     | TD Garden (19.156)                               | 22-22                                            |
| 45                                               | 17.01.2022                                       | New Orleans Pelicans                             | V 104-92                                         | Tatum (27)                                       | Brown, Tatum (8)                                 | Schröder (9)                                     | TD Garden (19.156)                               | 23-22                                            |
| 46                                               | 19.01.2022                                       | Charlotte Hornets                                | S 102-111                                        | Schröder (24)                                    | Horford (10)                                     | Brown (6)                                        | TD Garden (19.156)                               | 23-23                                            |
| 47                                               | 21.01.2022                                       | Portland Trail Blazers                           | S 105-109                                        | Tatum (27)                                       | Tatum, R. Williams (10)                          | Tatum (7)                                        | TD Garden (19.156)                               | 23-24                                            |
| 48                                               | 23.01.2022                                       | @ Washington Wizards                             | V 116-87                                         | Tatum (51)                                       | Brown, Tatum (10)                                | Tatum (7)                                        | Capital One Arena (16.371)                       | 24-24                                            |
| 49                                               | 25.01.2022                                       | Sacramento Kings                                 | V 128-75                                         | Tatum (36)                                       | R. Williams (17)                                 | Smart (7)                                        | TD Garden (19.156)                               | 25-24                                            |
| 50                                               | 28.01.2022                                       | @ Atlanta Hawks                                  | S 92-108                                         | Brown (26)                                       | Brown (12)                                       | Tatum (4)                                        | State Farm Arena (16.932)                        | 25-25                                            |
| 51                                               | 29.01.2022                                       | @ New Orleans Pelicans                           | V 107-97                                         | Tatum (38)                                       | R. Williams (16)                                 | Smart (12)                                       | Smoothie King Center (16.168)                    | 26-25                                            |
| 52                                               | 31.01.2022                                       | Miami Heat                                       | V 122-92                                         | Brown (29)                                       | Tatum (12)                                       | Smart (7)                                        | TD Garden (19.156)                               | 27-25                                            |

### Febbraio 2022
| Stagione - Febbraio 2022                         | Stagione - Febbraio 2022                         | Stagione - Febbraio 2022                         | Stagione - Febbraio 2022                         | Stagione - Febbraio 2022                         | Stagione - Febbraio 2022                         | Stagione - Febbraio 2022                         | Stagione - Febbraio 2022                         | Stagione - Febbraio 2022                         |
| Record Febbraio: 9-2 (Casa: 3-1; Trasferta: 6-1) | Record Febbraio: 9-2 (Casa: 3-1; Trasferta: 6-1) | Record Febbraio: 9-2 (Casa: 3-1; Trasferta: 6-1) | Record Febbraio: 9-2 (Casa: 3-1; Trasferta: 6-1) | Record Febbraio: 9-2 (Casa: 3-1; Trasferta: 6-1) | Record Febbraio: 9-2 (Casa: 3-1; Trasferta: 6-1) | Record Febbraio: 9-2 (Casa: 3-1; Trasferta: 6-1) | Record Febbraio: 9-2 (Casa: 3-1; Trasferta: 6-1) | Record Febbraio: 9-2 (Casa: 3-1; Trasferta: 6-1) |
| Partita                                          | Data                                             | Avversario                                       | Punteggio                                        | Più punti                                        | Più rimbalzi                                     | Più assist                                       | Stadio (spettatori)                              | Record                                           |
| ------------------------------------------------ | ------------------------------------------------ | ------------------------------------------------ | ------------------------------------------------ | ------------------------------------------------ | ------------------------------------------------ | ------------------------------------------------ | ------------------------------------------------ | ------------------------------------------------ |
| 53                                               | 2.02.2022                                        | Charlotte Hornets                                | V 113-107                                        | Richardson (23)                                  | Horford (12)                                     | Tatum (9)                                        | TD Garden (19.156)                               | 28-25                                            |
| 54                                               | 4.02.2022                                        | @ Detroit Pistons                                | V 102-93                                         | Tatum (24)                                       | R. Williams (11)                                 | Smart (6)                                        | Little Caesars Arena (17.584)                    | 29-25                                            |
| 55                                               | 6.02.2022                                        | @ Orlando Magic                                  | V 116-83                                         | Brown (26)                                       | Horford (11)                                     | Tatum (7)                                        | Amway Center (14.402)                            | 30-25                                            |
| 56                                               | 8.02.2022                                        | @ Brooklyn Nets                                  | V 126-91                                         | Brown, Smart (22)                                | Freedom (12)                                     | Brown (9)                                        | Barclays Center (17.732)                         | 31-25                                            |
| 57                                               | 11.02.2022                                       | Denver Nuggets                                   | V 108-102                                        | Tatum (24)                                       | R. Williams (16)                                 | Smart (7)                                        | TD Garden (19.156)                               | 32-25                                            |
| 58                                               | 13.02.2022                                       | Atlanta Hawks                                    | V 105-95                                         | Tatum (38)                                       | R. Williams (14)                                 | Smart (7)                                        | TD Garden (19.156)                               | 33-25                                            |
| 59                                               | 15.02.2022                                       | @ Philadelphia 76ers                             | V 135-87                                         | Brown (29)                                       | Tatum (12)                                       | Pritchard (7)                                    | Wells Fargo Center (20.960)                      | 34-25                                            |
| 60                                               | 16.02.2022                                       | Detroit Pistons                                  | S 111-112                                        | Brown (31)                                       | Horford (7)                                      | Horford (7)                                      | TD Garden (19.156)                               | 34-26                                            |
| All-Star Game                                    |                                                  |                                                  |                                                  |                                                  |                                                  |                                                  |                                                  |                                                  |
| 61                                               | 24.02.2022                                       | @ Brooklyn Nets                                  | V 129-106                                        | Tatum (30)                                       | Horford (13)                                     | Brown (6)                                        | Barclays Center (17.986)                         | 35-26                                            |
| 62                                               | 26.02.2022                                       | @ Detroit Pistons                                | V 113-104                                        | Brown (27)                                       | Tatum (11)                                       | Smart (7)                                        | Little Caesars Arena (19.122)                    | 36-26                                            |
| 63                                               | 27.02.2022                                       | @ Indiana Pacers                                 | S 107-128                                        | Tatum (24)                                       | R. Williams (11)                                 | Brown (8)                                        | Gainbridge Fieldhouse (16.872)                   | 36-27                                            |

### Marzo 2022
| Stagione - Marzo 2022                          | Stagione - Marzo 2022                          | Stagione - Marzo 2022                          | Stagione - Marzo 2022                          | Stagione - Marzo 2022                          | Stagione - Marzo 2022                          | Stagione - Marzo 2022                          | Stagione - Marzo 2022                          | Stagione - Marzo 2022                          |
| Record Marzo: 11-3 (Casa: 6-2; Trasferta: 5-1) | Record Marzo: 11-3 (Casa: 6-2; Trasferta: 5-1) | Record Marzo: 11-3 (Casa: 6-2; Trasferta: 5-1) | Record Marzo: 11-3 (Casa: 6-2; Trasferta: 5-1) | Record Marzo: 11-3 (Casa: 6-2; Trasferta: 5-1) | Record Marzo: 11-3 (Casa: 6-2; Trasferta: 5-1) | Record Marzo: 11-3 (Casa: 6-2; Trasferta: 5-1) | Record Marzo: 11-3 (Casa: 6-2; Trasferta: 5-1) | Record Marzo: 11-3 (Casa: 6-2; Trasferta: 5-1) |
| Partita                                        | Data                                           | Avversario                                     | Punteggio                                      | Più punti                                      | Più rimbalzi                                   | Più assist                                     | Stadio (spettatori)                            | Record                                         |
| ---------------------------------------------- | ---------------------------------------------- | ---------------------------------------------- | ---------------------------------------------- | ---------------------------------------------- | ---------------------------------------------- | ---------------------------------------------- | ---------------------------------------------- | ---------------------------------------------- |
| 64                                             | 1.03.2022                                      | Atlanta Hawks                                  | V 107-98                                       | Tatum (33)                                     | R. Williams (13)                               | Tatum (7)                                      | TD Garden (19.156)                             | 37-27                                          |
| 65                                             | 3.03.2022                                      | Memphis Grizzlies                              | V 120-107                                      | Tatum (37)                                     | Horford (15)                                   | Smart (12)                                     | TD Garden (19.156)                             | 38-27                                          |
| 66                                             | 6.03.2022                                      | Brooklyn Nets                                  | V 126-120                                      | Tatum (54)                                     | R. Williams (8)                                | Smart (9)                                      | TD Garden (19.156)                             | 39-27                                          |
| 67                                             | 9.03.2022                                      | @ Charlotte Hornets                            | V 115-101                                      | Tatum (44)                                     | R. Williams (11)                               | Smart (9)                                      | Spectrum Center (18.056)                       | 40-27                                          |
| 68                                             | 11.03.2022                                     | Detroit Pistons                                | V 114-103                                      | Tatum (31)                                     | R. Williams (9)                                | Tatum (6)                                      | TD Garden (19.156)                             | 41-27                                          |
| 69                                             | 13.03.2022                                     | Dallas Mavericks                               | S 92-95                                        | Tatum (21)                                     | Tatum (11)                                     | 3 giocatori (4)                                | TD Garden (19.156)                             | 41-28                                          |
| 70                                             | 16.03.2022                                     | @ Golden State Warriors                        | V 110-88                                       | Tatum (26)                                     | Tatum (12)                                     | Smart (8)                                      | Chase Center (18.064)                          | 42-28                                          |
| 71                                             | 18.03.2022                                     | @ Sacramento Kings                             | V 126-97                                       | Tatum (32)                                     | Horford (9)                                    | Pritchard (8)                                  | Golden 1 Center (15.313)                       | 43-28                                          |
| 72                                             | 20.03.2022                                     | @ Denver Nuggets                               | V 124-104                                      | Tatum (30)                                     | R. Williams (9)                                | Tatum (7)                                      | Ball Arena (19.602)                            | 44-28                                          |
| 73                                             | 21.03.2022                                     | @ Oklahoma City Thunder                        | V 132-123                                      | Tatum (36)                                     | G. Williams (10)                               | Horford (7)                                    | Paycom Center (15.345)                         | 45-28                                          |
| 74                                             | 23.03.2022                                     | Utah Jazz                                      | V 125-97                                       | Brown (26)                                     | R. Williams (10)                               | Smart (13)                                     | TD Garden (19.156)                             | 46-28                                          |
| 75                                             | 27.03.2022                                     | Minnesota Timberwolves                         | V 134-112                                      | Tatum (34)                                     | Brown (10)                                     | Smart (7)                                      | TD Garden (19.156)                             | 47-28                                          |
| 76                                             | 28.03.2022                                     | @ Toronto Raptors                              | S 112-115 (OT)                                 | Smart (28)                                     | Smart (10)                                     | White (8)                                      | Toyota Center (19.800)                         | 47-29                                          |
| 77                                             | 30.03.2022                                     | @ Miami Heat                                   | S 98-106                                       | Brown (28)                                     | Horford (15)                                   | Smart (8)                                      | FTX Arena (19.156)                             | 47-30                                          |

### Aprile 2022
| Stagione - Aprile 2022                         | Stagione - Aprile 2022                         | Stagione - Aprile 2022                         | Stagione - Aprile 2022                         | Stagione - Aprile 2022                         | Stagione - Aprile 2022                         | Stagione - Aprile 2022                         | Stagione - Aprile 2022                         | Stagione - Aprile 2022                         |
| Record Aprile: 4-1 (Casa: 2-0; Trasferta: 2-1) | Record Aprile: 4-1 (Casa: 2-0; Trasferta: 2-1) | Record Aprile: 4-1 (Casa: 2-0; Trasferta: 2-1) | Record Aprile: 4-1 (Casa: 2-0; Trasferta: 2-1) | Record Aprile: 4-1 (Casa: 2-0; Trasferta: 2-1) | Record Aprile: 4-1 (Casa: 2-0; Trasferta: 2-1) | Record Aprile: 4-1 (Casa: 2-0; Trasferta: 2-1) | Record Aprile: 4-1 (Casa: 2-0; Trasferta: 2-1) | Record Aprile: 4-1 (Casa: 2-0; Trasferta: 2-1) |
| Partita                                        | Data                                           | Avversario                                     | Punteggio                                      | Più punti                                      | Più rimbalzi                                   | Più assist                                     | Stadio (spettatori)                            | Record                                         |
| ---------------------------------------------- | ---------------------------------------------- | ---------------------------------------------- | ---------------------------------------------- | ---------------------------------------------- | ---------------------------------------------- | ---------------------------------------------- | ---------------------------------------------- | ---------------------------------------------- |
| 78                                             | 1.04.2022                                      | Indiana Pacers                                 | V 128-123                                      | Brown (32)                                     | Horford (10)                                   | Brown (7)                                      | TD Garden (19.156)                             | 48-30                                          |
| 79                                             | 3.04.2022                                      | Washington Wizards                             | V 144-102                                      | Brown (32)                                     | Horford (8)                                    | Smart, Tatum (7)                               | TD Garden (19.156)                             | 49-30                                          |
| 80                                             | 6.04.2022                                      | @ Chicago Bulls                                | V 117-94                                       | Brown (25)                                     | Horford (10)                                   | Tatum (8)                                      | United Center (21.095)                         | 50-30                                          |
| 81                                             | 7.04.2022                                      | @ Milwaukee Bucks                              | S 121-127                                      | Smart (29)                                     | Brown (10)                                     | Brown (11)                                     | Fiserv Forum (18.046)                          | 50-31                                          |
| 82                                             | 10.04.2022                                     | @ Memphis Grizzlies                            | V 139-110                                      | Tatum (31)                                     | Theis (10)                                     | Smart (6)                                      | FedExForum (17.441)                            | 51-31                                          |

## Playoff

### Primo turno
| Playoff 2022 - Primo turno                       | Playoff 2022 - Primo turno                       | Playoff 2022 - Primo turno                       | Playoff 2022 - Primo turno                       | Playoff 2022 - Primo turno                       | Playoff 2022 - Primo turno                       | Playoff 2022 - Primo turno                       | Playoff 2022 - Primo turno                       | Playoff 2022 - Primo turno                       |
| Record 1º turno: 4-0 (Casa: 2-0; Trasferta: 2-0) | Record 1º turno: 4-0 (Casa: 2-0; Trasferta: 2-0) | Record 1º turno: 4-0 (Casa: 2-0; Trasferta: 2-0) | Record 1º turno: 4-0 (Casa: 2-0; Trasferta: 2-0) | Record 1º turno: 4-0 (Casa: 2-0; Trasferta: 2-0) | Record 1º turno: 4-0 (Casa: 2-0; Trasferta: 2-0) | Record 1º turno: 4-0 (Casa: 2-0; Trasferta: 2-0) | Record 1º turno: 4-0 (Casa: 2-0; Trasferta: 2-0) | Record 1º turno: 4-0 (Casa: 2-0; Trasferta: 2-0) |
| Partita                                          | Data                                             | Avversario                                       | Punteggio                                        | Più punti                                        | Più rimbalzi                                     | Più assist                                       | Stadio (spettatori)                              | Serie                                            |
| ------------------------------------------------ | ------------------------------------------------ | ------------------------------------------------ | ------------------------------------------------ | ------------------------------------------------ | ------------------------------------------------ | ------------------------------------------------ | ------------------------------------------------ | ------------------------------------------------ |
| 1                                                | 17.04.2022                                       | Brooklyn Nets                                    | V 115-114                                        | Tatum (31)                                       | Horford (15)                                     | Tatum (8)                                        | TD Garden (19.156)                               | 1-0                                              |
| 2                                                | 20.04.2022                                       | Brooklyn Nets                                    | V 114-107                                        | Brown (22)                                       | 4 giocatori (6)                                  | Tatum (10)                                       | TD Garden (19.156)                               | 2-0                                              |
| 3                                                | 23.04.2022                                       | @ Brooklyn Nets                                  | V 109-103                                        | Tatum (39)                                       | White, Theis (6)                                 | Tatum, Smart (6)                                 | Barclays Center (18.175)                         | 3-0                                              |
| 4                                                | 25.04.2022                                       | @ Brooklyn Nets                                  | V 116-112                                        | Tatum (29)                                       | Brown (8)                                        | Smart (11)                                       | Barclays Center (18.099)                         | 4-0                                              |

### Semifinali diConference
| Playoff 2022 - Semifinali di Conference                          | Playoff 2022 - Semifinali di Conference                          | Playoff 2022 - Semifinali di Conference                          | Playoff 2022 - Semifinali di Conference                          | Playoff 2022 - Semifinali di Conference                          | Playoff 2022 - Semifinali di Conference                          | Playoff 2022 - Semifinali di Conference                          | Playoff 2022 - Semifinali di Conference                          | Playoff 2022 - Semifinali di Conference                          |
| Record Semifinali di Conference: 4-3 (Casa: 2-2; Trasferta: 2-1) | Record Semifinali di Conference: 4-3 (Casa: 2-2; Trasferta: 2-1) | Record Semifinali di Conference: 4-3 (Casa: 2-2; Trasferta: 2-1) | Record Semifinali di Conference: 4-3 (Casa: 2-2; Trasferta: 2-1) | Record Semifinali di Conference: 4-3 (Casa: 2-2; Trasferta: 2-1) | Record Semifinali di Conference: 4-3 (Casa: 2-2; Trasferta: 2-1) | Record Semifinali di Conference: 4-3 (Casa: 2-2; Trasferta: 2-1) | Record Semifinali di Conference: 4-3 (Casa: 2-2; Trasferta: 2-1) | Record Semifinali di Conference: 4-3 (Casa: 2-2; Trasferta: 2-1) |
| Partita                                                          | Data                                                             | Avversario                                                       | Punteggio                                                        | Più punti                                                        | Più rimbalzi                                                     | Più assist                                                       | Stadio (spettatori)                                              | Serie                                                            |
| ---------------------------------------------------------------- | ---------------------------------------------------------------- | ---------------------------------------------------------------- | ---------------------------------------------------------------- | ---------------------------------------------------------------- | ---------------------------------------------------------------- | ---------------------------------------------------------------- | ---------------------------------------------------------------- | ---------------------------------------------------------------- |
| 1                                                                | 1.5.2022                                                         | Milwaukee Bucks                                                  | S 89-101                                                         | Tatum (21)                                                       | Horford (10)                                                     | Tatum, Smart (6)                                                 | TD Garden (19.156)                                               | 0-1                                                              |
| 2                                                                | 3.5.2022                                                         | Milwaukee Bucks                                                  | V 109-86                                                         | Brown (30)                                                       | Horford (11)                                                     | Tatum (8)                                                        | TD Garden (19.156)                                               | 1-1                                                              |
| 3                                                                | 7.5.2022                                                         | @ Milwaukee Bucks                                                | S 101-103                                                        | Brown (27)                                                       | Horford (16)                                                     | Horford (5)                                                      | Fiserv Forum (17.736)                                            | 1-2                                                              |
| 4                                                                | 9.5.2022                                                         | @ Milwaukee Bucks                                                | V 116-108                                                        | Horford, Tatum (30)                                              | Tatum (13)                                                       | Smart (8)                                                        | Fiserv Forum (17.505)                                            | 2-2                                                              |
| 5                                                                | 11.5.2022                                                        | Milwaukee Bucks                                                  | S 107-110                                                        | Tatum (34)                                                       | Brown, Horford (8)                                               | 3 giocatori (6)                                                  | TD Garden (19.156)                                               | 2-3                                                              |
| 6                                                                | 13.5.2022                                                        | @ Milwaukee Bucks                                                | V 108-95                                                         | Tatum (46)                                                       | Horford (10)                                                     | Smart (7)                                                        | Fiserv Forum (17.681)                                            | 3-3                                                              |
| 7                                                                | 15.5.2022                                                        | Milwaukee Bucks                                                  | V 109-81                                                         | G. Williams (27)                                                 | Horford (10)                                                     | Smart (10)                                                       | TD Garden (19.156)                                               | 4-3                                                              |

### Finali diConference
| Playoff 2022 - Finali di Conference                          | Playoff 2022 - Finali di Conference                          | Playoff 2022 - Finali di Conference                          | Playoff 2022 - Finali di Conference                          | Playoff 2022 - Finali di Conference                          | Playoff 2022 - Finali di Conference                          | Playoff 2022 - Finali di Conference                          | Playoff 2022 - Finali di Conference                          | Playoff 2022 - Finali di Conference                          |
| Record Finali di Conference: 4-3 (Casa: 1-2; Trasferta: 3-1) | Record Finali di Conference: 4-3 (Casa: 1-2; Trasferta: 3-1) | Record Finali di Conference: 4-3 (Casa: 1-2; Trasferta: 3-1) | Record Finali di Conference: 4-3 (Casa: 1-2; Trasferta: 3-1) | Record Finali di Conference: 4-3 (Casa: 1-2; Trasferta: 3-1) | Record Finali di Conference: 4-3 (Casa: 1-2; Trasferta: 3-1) | Record Finali di Conference: 4-3 (Casa: 1-2; Trasferta: 3-1) | Record Finali di Conference: 4-3 (Casa: 1-2; Trasferta: 3-1) | Record Finali di Conference: 4-3 (Casa: 1-2; Trasferta: 3-1) |
| Partita                                                      | Data                                                         | Avversario                                                   | Punteggio                                                    | Più punti                                                    | Più rimbalzi                                                 | Più assist                                                   | Stadio (spettatori)                                          | Serie                                                        |
| ------------------------------------------------------------ | ------------------------------------------------------------ | ------------------------------------------------------------ | ------------------------------------------------------------ | ------------------------------------------------------------ | ------------------------------------------------------------ | ------------------------------------------------------------ | ------------------------------------------------------------ | ------------------------------------------------------------ |
| 1                                                            | 17.5.2022                                                    | @ Miami Heat                                                 | S 107-118                                                    | Tatum (29)                                                   | Brown (10)                                                   | Tatum (6)                                                    | FTX Arena (19.774)                                           | 0-1                                                          |
| 2                                                            | 19.5.2022                                                    | @ Miami Heat                                                 | V 127-102                                                    | Tatum (27)                                                   | Smart (9)                                                    | Smart (12)                                                   | FTX Arena (19.774)                                           | 1-1                                                          |
| 3                                                            | 21.5.2022                                                    | Miami Heat                                                   | S 103-109                                                    | Brown (40)                                                   | Horford (14)                                                 | Smart (12)                                                   | TD Garden (19.156)                                           | 1-2                                                          |
| 4                                                            | 23.5.2022                                                    | Miami Heat                                                   | V 102-82                                                     | Tatum (31)                                                   | Horford (13)                                                 | White (6)                                                    | TD Garden (19.156)                                           | 2-2                                                          |
| 5                                                            | 25.5.2022                                                    | @ Miami Heat                                                 | V 93-80                                                      | Brown (25)                                                   | Tatum (12)                                                   | Tatum (9)                                                    | FTX Arena (19.819)                                           | 3-2                                                          |
| 6                                                            | 27.5.2022                                                    | Miami Heat                                                   | S 103-111                                                    | Tatum (30)                                                   | Tatum, Horford (9)                                           | 3 giocatori (5)                                              | TD Garden (19.156)                                           | 3-3                                                          |
| 7                                                            | 29.5.2022                                                    | @ Miami Heat                                                 | V 100-96                                                     | Tatum (26)                                                   | Horford (13)                                                 | Brown, Tatum (6)                                             | FTX Arena (20.200)                                           | 4-3                                                          |

### NBAFinals
| Playoff 2022 - NBA Finals                          | Playoff 2022 - NBA Finals                          | Playoff 2022 - NBA Finals                          | Playoff 2022 - NBA Finals                          | Playoff 2022 - NBA Finals                          | Playoff 2022 - NBA Finals                          | Playoff 2022 - NBA Finals                          | Playoff 2022 - NBA Finals                          | Playoff 2022 - NBA Finals                          |
| Record NBA Finals: 2-4 (Casa: 1-2; Trasferta: 1-2) | Record NBA Finals: 2-4 (Casa: 1-2; Trasferta: 1-2) | Record NBA Finals: 2-4 (Casa: 1-2; Trasferta: 1-2) | Record NBA Finals: 2-4 (Casa: 1-2; Trasferta: 1-2) | Record NBA Finals: 2-4 (Casa: 1-2; Trasferta: 1-2) | Record NBA Finals: 2-4 (Casa: 1-2; Trasferta: 1-2) | Record NBA Finals: 2-4 (Casa: 1-2; Trasferta: 1-2) | Record NBA Finals: 2-4 (Casa: 1-2; Trasferta: 1-2) | Record NBA Finals: 2-4 (Casa: 1-2; Trasferta: 1-2) |
| Partita                                            | Data                                               | Avversario                                         | Punteggio                                          | Più punti                                          | Più rimbalzi                                       | Più assist                                         | Stadio (spettatori)                                | Serie                                              |
| -------------------------------------------------- | -------------------------------------------------- | -------------------------------------------------- | -------------------------------------------------- | -------------------------------------------------- | -------------------------------------------------- | -------------------------------------------------- | -------------------------------------------------- | -------------------------------------------------- |
| 1                                                  | 2.6.2022                                           | @ Golden State                                     | V 120-108                                          | Horford (28)                                       | Brown (7)                                          | Tatum (13)                                         | Chase Center (18.064)                              | 1-0                                                |
| 2                                                  | 5.6.2022                                           | @ Golden State                                     | S 88-107                                           | Tatum (28)                                         | Horford (8)                                        | Smart (5)                                          | Chase Center (18.064)                              | 1-1                                                |
| 3                                                  | 8.6.2022                                           | Golden State                                       | V 116-100                                          | Brown (27)                                         | R. Williams (10)                                   | Tatum (9)                                          | TD Garden (19.156)                                 | 2-1                                                |
| 4                                                  | 10.6.2022                                          | Golden State                                       | S 97-107                                           | Tatum (23)                                         | R. Williams (12)                                   | Tatum (6)                                          | TD Garden (19.156)                                 | 2-2                                                |
| 5                                                  | 13.6.2022                                          | @ Golden State                                     | S 94-104                                           | Tatum (27)                                         | Tatum (10)                                         | Tatum, Brown (4)                                   | Chase Center (18.064)                              | 2-3                                                |
| 6                                                  | 16.6.2022                                          | Golden State                                       | S 90-103                                           | Brown (34)                                         | Horford (14)                                       | Smart (9)                                          | TD Garden (19.156)                                 | 2-4                                                |

## Mercato

### Free Agency

#### Acquisti
| Data       | Giocatore       | Contratto              | Provenienza            |
| ---------- | --------------- | ---------------------- | ---------------------- |
| 13.08.2021 | Sam Hauser      | Two-Way contract       | undrafted (Draft 2021) |
| 13.08.2021 | Enes Kanter     | 1 anno - $ 2,7 milioni | Portland T. Blazers    |
| 13.08.2021 | Dennis Schröder | 1 anno - $5,9 milioni  | L.A. Lakers            |
| 18.10.2021 | Brodric Thomas  | Two-Way contract       | Cleveland Cavaliers    |

#### Cessioni
| Data       | Giocatore      | Motivo         | Nuova squadra       |
| ---------- | -------------- | -------------- | ------------------- |
| 6.08.2021  | Semi Ojeleye   | fine contratto | Milwaukee Bucks     |
| 31.08.2021 | Tacko Fall     | fine contratto | Cleveland Cavaliers |
| 14.10.2021 | Tremont Waters | fine contratto | Milwaukee Bucks     |

### Scambi
| 18.06.2021 | Boston Celtics Moses Brown Al Horford Scelta 2º giro Draft 2023 (da Oklahoma)                                        | Oklahoma Thunder Kemba Walker Scelta 1º giro Draft 2021 (da Boston) Scelta 2º giro Draft 2025 (da Boston)                                                                   |
| 31.07.2021 | Boston Celtics Josh Richardson                                                                                       | Dallas Mavericks Moses Brown |
| 7.08.2021  | Boston Celtics Kris Dunn (da Atlanta) Bruno Fernando (da Atlanta) Scelta 2º giro Draft 2023 di Portland (da Atlanta) | Sacramento Kings Tristan Thompson (da Boston) |
| 7.08.2021  | Atlanta Hawks | |
| 7.08.2021  | Delon Wright (da Sacramento)                                                                                         | |
| 17.08.2021 | Boston Celtics Cash considerations                                                                                   | N.Y. Knicks Evan Fournier (sign and trade) Scelta 2º giro Draft 2022 (da Charlotte) Scelta 2º giro Draft 2023 (da Boston)                                                   |
| 15.09.2021 | Boston Celtics Juancho Hernangómez                                                                                   | Memphis Grizzlies Kris Dunn Carsen Edwards diritto di scambio fra scelte 2º giro Draft 2026                                                                                 |
| 19.01.2022 | Boston Celtics Bol Bol (da Denver) P.J. Dozier (da Denver)                                                           | San Antonio Spurs Juancho Hernangómez (da Boston) scelta 2º giro Draft 2028 (da Denver) Cash considerations (da Boston) Cash considerations (da Denver)                     |
| 19.01.2022 | Denver Nuggets Bryn Forbes (da San Antonio)                                                                          | |
| 10.02.2022 | Boston Celtics Futura scelta 2º giro (da Orlando)                                                                    | Orlando Magic Bol Bol (da Boston) P.J. Dozier (da Boston) Futura scelta 2º giro (da Boston) Cash considerations (da Boston)                                                 |
| 10.02.2022 | Boston Celtics Derrick White (da San Antonio)                                                                        | San Antonio Spurs Romeo Langford (da Boston) Josh Richardson (da Boston) Scelta 1º giro Draft 2022 (da Boston) Diritto di scambio fra scelte 1º giro Draft 2028 (da Boston) |
| 10.02.2022 | Boston Celtics Daniel Theis (da Houston)                                                                             | Houston Rockets Bruno Fernando (da Boston) Enes Freedom (da Boston) Dennis Schröder (da Boston)                                                                             |